# Bajcaridris kraussii
Bajcaridris kraussii är en myrart som först beskrevs av Auguste-Henri Forel 1895.  Bajcaridris kraussii ingår i släktet Bajcaridris och familjen myror. Inga underarter finns listade.